# Djingili jezik
Djingili jezik (chingalee, chunguloo, djingila, djingulu, jingali, jingulu, lee, tchingalee, tjingilu; ISO 639-3: jig), jedan od tri zapadnih barkly jezika, kojim je 1997. govorilo tek 10 tečnih govornika na Sjevernom teritoriju, Elsey Station, Australija.
Pleme Tjingili nekada je živjelo od Mount Graylinga na jugu do Newcastle Watersa na sjeveru, na gorju Ashburton, i na istoku do Cattle Creek i Ucharonidge, te na zapad oko 40 kilometara od Lake Woodsa, ukupno 15 300 četvornih kilometara.

## Vanjske poveznice
- Ethnologue (14th)
- Ethnologue (15h)